# Mau5trap
mau5trap – kanadyjska wytwórnia płytowa założona przez Joela Zimmermana, znanego jako deadmau5. Od czerwca 2013 roku mau5trap jest partnerem wytwórni Capitol Records.
Poza solowymi albumami deadmau5 firma wydała nagrania wykonawców takich jak m.in. Skrillex, Noisia, Foreign Beggars i Excision.

## Wykonawcy
Źródło
- Adam Shaw
- Chris Lake
- deadmau5
- Eekkoo
- Enzo Bennet
- Excision
- Feed Me
- Foreign Beggars
- Glenn Morrison
- Hot Mouth
- Michael Woods
- Moguai
- Noisia
- Raized By Wolves
- Skrillex
- SOFI
- Sydney Blu
- Rezz

## Dyskografia
| Data wydania     | Artysta                          | Tytuł                                       |
| ---------------- | -------------------------------- | ------------------------------------------- |
| Wrzesień 2007    | Glenn Morrison                   | Hydrology/Contact                           |
| Listopad 2007    | deadmau5                         | Everything Is Complicated E.P               |
| Luty 2008        | deadmau5                         | Slip/Sometimes Things Get, Whatever         |
| Marzec 2008      | Sydney Blu                       | Give It Up For Me                           |
| Lipiec 2008      | deadmau5                         | Alone With You                              |
| Sierpień 2008    | Sydney Blu                       | Senses & The Mind                           |
| Sierpień 2008    | deadmau5                         | Hi Friend (feat. MC Flipside)               |
| Sierpień 2008    | deadmau5                         | Not Exactly/We Fail                         |
| Wrzesień 2008    | deadmau5                         | Bye Friend                                  |
| Wrzesień 2008    | Adam Shaw                        | Dog/Six Degrees                             |
| Październik 2008 | deadmau5                         | Random Album Title                          |
| Październik 2008 | Feed Me                          | The Spell/Raw Chicken                       |
| Marzec 2009      | deadmau5                         | Word Problems                               |
| Maj 2009         | deadmau5                         | I Remember                                  |
| Lipiec 2009      | deadmau5                         | Lack Of A Better Name                       |
| Lipiec 2009      | deadmau5                         | Faxing Berlin/Jaded                         |
| Sierpień 2009    | Moguai                           | ZYVOX                                       |
| Sierpień 2009    | deadmau5                         | Bot/Some Kind Of Blue                       |
| Wrzesień 2009    | deadmau5                         | Ghosts ‘N’ Stuff (feat. Rob Swire)          |
| Wrzesień 2009    | deadmau5                         | For Lack of a Better Name                   |
| Grudzień 2009    | deadmau5                         | Strobe                                      |
| Luty 2010        | deadmau5                         | I Said (+ Chris Lake)                       |
| Marzec 2010      | Moguai                           | Nyce/Blau                                   |
| Kwiecień 2010    | Moguai                           | We Ar Lyve                                  |
| Maj 2010         | deadmau5                         | Some Chords                                 |
| Lipiec 2009      | Moguai                           | Oyster                                      |
| Sierpień 2010    | Michael Woods                    | Dynamik                                     |
| Wrzesień 2010    | deadmau5                         | Animal Rights (feat. Wolfgang Gartner)      |
| Październik 2010 | Moguai                           | 8001/Stay Planetary                         |
| Październik 2010 | Skrillex                         | Scary Monsters and Nice Sprites             |
| Listopad 2010    | deadmau5                         | Sofi Needs A Ladder                         |
| Listopad 2010    | Chris Lake                       | Sleepwalker                                 |
| Grudzień 2010    | deadmau5                         | 4x4=12                                      |
| Grudzień 2010    | Feed Me                          | Feed Me’s Big Adventure                     |
| Styczeń 2011     | Moguai                           | Optinuum                                    |
| Marzec 2011      | Moguai                           | Lyve From Beta (Live DJ compilation)        |
| Marzec 2011      | Moguai                           | Lyve From Beta (Full Ableton Set and Parts) |
| Marzec 2011      | deadmau5                         | HR 8938 Cephei                              |
| Marzec 2011      | Moguai feat. SOFI                | Beat of the Drum                            |
| Kwiecień 2011    | deadmau5                         | Rope (deadmau5 Edits)                       |
| Maj 2011         | deadmau5                         | Raise Your Weapon (Remixes)                 |
| Czerwiec 2011    | Feed Me                          | To The Stars E.P                            |
| Sierpień 2011    | Raized By Wolves feat. Tom Smith | The Call                                    |
| Sierpień 2011    | Różni wykonawcy                  | Meowingtons Hax Tour Trax                   |
| Wrzesień 2011    | Excision                         | X Rated                                     |
| Wrzesień 2011    | Noisia                           | Tommy’s Theme                               |
| Październik 2011 | SOFI                             | Locked And Loaded: Part 1                   |
| Listopad 2011    | deadmau5                         | Aural Psynapse                              |
| Listopad 2011    | Moguai feat. Fiora               | Oxygen                                      |
| Listopad 2011    | Noisia                           | Could This Be                               |
| Grudzień 2011    | SOFI                             | Locked And Loaded: Part 2                   |
| Grudzień 2011    | Noisia                           | Stigma [Neosignal Remix]                    |
| Styczeń 2012     | Moguai                           | Mpire                                       |
| Styczeń 2012     | Moguai                           | Mpire (Album)                               |
| Luty 2012        | Feed Me                          | Escape From Electric Mountain               |
| Luty 2012        | deadmau5                         | Maths                                       |
| Luty 2012        | Noisia                           | Split the Atom Special Edition              |
| Marzec 2012      | mau5hax                          | Miami                                       |
| Kwiecień 2012    | Foreign Beggars                  | Palm Of My Hand                             |
| Kwiecień 2012    | Moguai                           | Lyme (Moguai’s Crushed Lyme Mix)            |
| Maj 2012         | deadmau5 ft. Chris James         | The Veldt                                   |
| Maj 2012         | Moguai & Tommy Trash             | In N’ Out (Tommy Trash Club Mix)            |
| Czerwiec 2012    | deadmau5                         | The Veldt EP                                |
| Lipiec 2012      | Foreign Beggars & Donae'o        | Flying to Mars EP                           |
| Lipiec 2012      | Różni wykonawcy                  | We Are Friends                              |
| Sierpień 2012    | deadmau5 feat. Gerard Way        | Professional Griefers                       |
| Sierpień 2012    | Feed Me                          | Little Cat Steps                            |
| Sierpień 2012    | Foreign Beggars feat. D.ABLO     | Anywhere                                    |
| Wrzesień 2012    | Excision                         | X Rated: The Remixes                        |
| Wrzesień 2012    | Foreign Beggars                  | Apex                                        |
| Wrzesień 2012    | deadmau5                         | Album Title Goes Here                       |
| Październik 2012 | Foreign Beggars                  | The Uprising                                |
| Listopad 2012    | Feed Me & Crystal Fighters       | Love Is All I Got                           |
| Styczeń 2013     | Feed Me                          | Death By Robot                              |
| Luty 2013        | deadmau5 + Wolfgang Gartner      | Channel 42                                  |
| Luty 2013        | Nom De Strip                     | Clouds EP: Vol 1                            |
| Marzec 2013      | Tommy Trash                      | Monkey See Monkey Do                        |
| Marzec 2013      | deadmau5 & Imogen Heap           | Telemiscommunications                       |
| Kwiecień 2013    | Nom De Strip                     | Clouds EP: Vol 2                            |
| Wrzesień 2013    | Le Castle Vania                  | Prophication EP                             |
| Listopad 2013    | Różni wykonawcy                  | We Are Friends: Vol 2                       |
| Grudzień 2013    | Eekkoo                           | Eekkoo EP                                   |
| Luty 2014        | Le Castle Vania                  | Prophication Remixes EP                     |
| Marzec 2014      | Hot Mouth                        | Juxtapose                                   |
| Kwiecień 2014    | Eekkoo                           | Towers                                      |
| Maj 2014         | Lazy Rich & Hot Mouth            | Flash                                       |
| Czerwiec 2014    | deadmau5                         | While (1<2)                                 |
| Sierpień 2014    | Enzo Bennet                      | The Colours                                 |
| Wrzesień 2014    | Fehrplay                         | Pyara                                       |
| Październik 2014 | Eekkoo                           | Hell Is Other People                        |
| Listopad 2014    | Michael Woods                    | Brain Went Ping                             |
| Listopad 2014    | deadmau5                         | 5 years of mau5                             |
| Grudzień 2014    | Proxy                            | Whores                                      |
| Luty 2015        | Różni wykonawcy                  | We Are Friends: Vol 3                       |
| Marzec 2015      | ATTLAS                           | Scarlett                                    |
| Marzec 2015      | Colleen D'Agostino               | Collide EP                                  |
| Marzec 2015      | ATTLAS                           | Siren EP                                    |
| Maj 2015         | Fehrplay                         | Renegade                                    |
| Czerwiec 2015    | Różni wykonawcy                  | We Are Friends: Vol 4                       |
| Czerwiec 2015    | deadmau5                         | Some Chords (Andrei Stephen Remix)          |
| Sierpień 2015    | ATTLAS                           | Scene EP                                    |
| Wrzesień 2015    | Matt Lange                       | Ephemera                                    |
| Październik 2015 | No Mana                          | Tell Me                                     |
| Listopad 2015    | Mord Fustang                     | Murmurs                                     |
| Listopad 2015    | ATTLAS                           | Sin EP                                      |